# Кенасса в Одессе
Одесская кенасса — культовое сооружение караимов Одессы. Была расположена по адресу: ул. Троицкая, 31.

## История

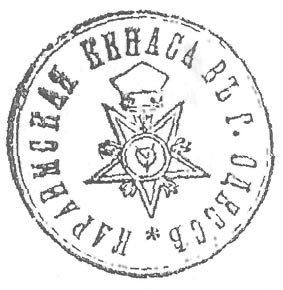
Печать одесской кенассы.

Первоначально караимы Одессы проводили богослужения в доме Авраама Бейма на Екатерининской улице. В 1831 году одесская караимская община для устройства отдельного молитвенного дома приобрела «пустопорожнее место и флигель», находившиеся по ул. Форштадтской в 32-м квартале (впоследствии угол ул. Троицкой и Ришельевской). Официальное утверждение караимского молитвенного дома одесским градоначальником последовало в 1854 году. Из-за увеличения численности общины, в 1860 году было построено новое здание кенассы.
Первым одесским газзаном был Исаак Абрамович Синани, в 1828 году написавший хронику общины. В 1837—1855 годах газзаном служил Авраам Бейм, переселившийся из Крыма в Одессу в 1801 году для ведения торговли.

Фотография кенассы имеется в книге «Одесса, 1794—1894». Б. З. Леви описывал её так: 
Одноэтажное, не лишенное оригинальности оштукатуренное здание, напоминающее готико-романский стиль, с большим круглым окном над главным входом, находилось на Троицкой улице. Оно располагалось в глубине двора и хорошо просматривалось через железную решетку, которой двор был огражден со стороны улицы. Справа примыкал небольшой дом, где, судя по всему, размещались начальная караимская школа и квартира газзана.
В начале XX века в здании было «устроено электроосвещение и паровое отопление», изменена внутренняя отделка, а «пережиток старого времени — перегородка в женском отделении уничтожена».
В 1912 году на содержание кенассы из наследства А. М. Гелеловича было выделено 2000 рублей золотом.
В 1913 году на углу этого же квартала в пересечении с Ришельевской улицей было построено четырёхэтажное здание, имеющее прямое отношение к караимам. Об этом говорят две сохранившиеся таблички: «Дом Одесского Караимского Общества» и «Построен по проекту гражданского инженера А. С. Пампулова. 1913».
В августе 1917 года кенассу посетил Таврический и Одесский гахам С. М. Шапшал.
Снесена в 1930-е годы для постройки молочного завода.

## Служители кенассы
| Должность                      | Годы служения | Имя                       |
| ------------------------------ | ------------- | ------------------------- |
| газзан                         | ...1828—?     | Синани, Исаак Абрамович   |
| старший газзан                 | 1837—1855     | Бейм, Авраам Давидович    |
| меламед                        | 1859—1862     | Дуван, Яков Вениаминович  |
| старший газзан                 | 1860—1867     | Бейм, Соломон Абрамович   |
| старший газзан                 | 1867—1892     | Бейм, Исаак Абрамович     |
| старший газзан                 | 1892—1900     | Савускан, Юфуда Исаакович |
| старший газзан                 | 1904—1927     | Кефели, Иосиф Моисеевич   |
| габбай                         | 1914          | Казас, Марк Самойлович    |
| исполняющий обязанности шамаша | 1914          | Кефели, Эфраим Яковлевич  |
| габбай                         | 1917          | Майкапар, Абрам Моисеевич |

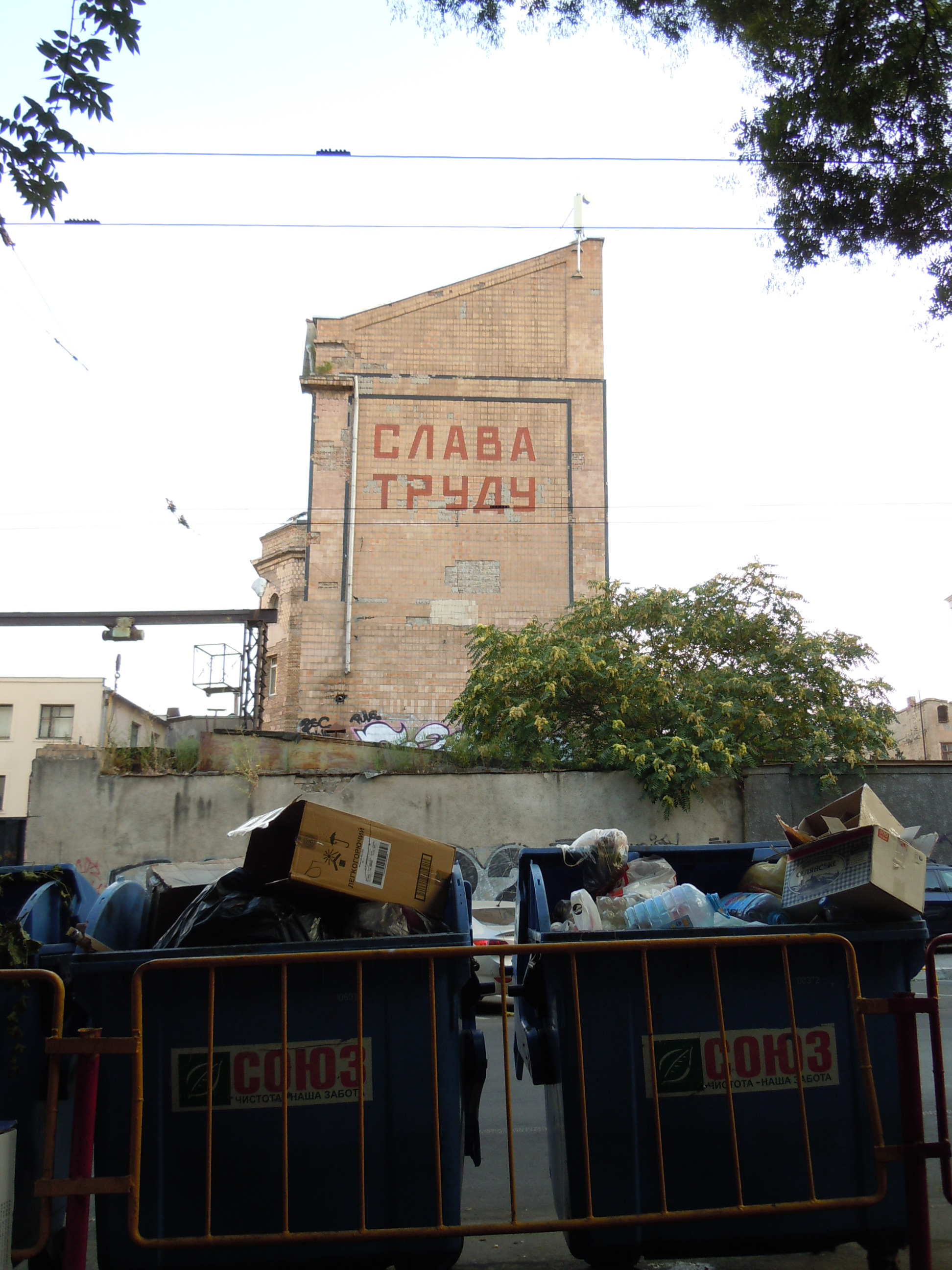
место, где находилась кенасса
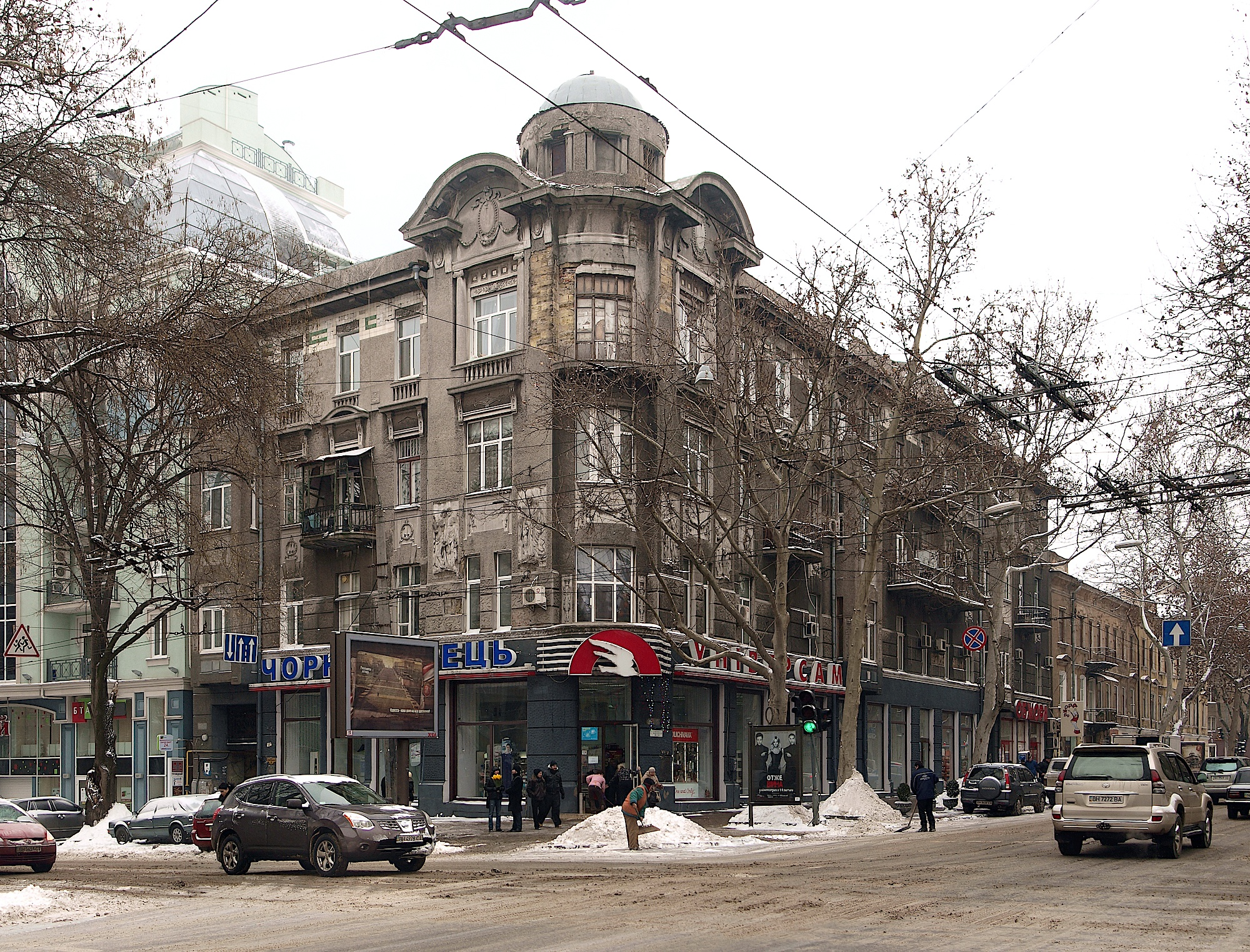
Здание караимского общества
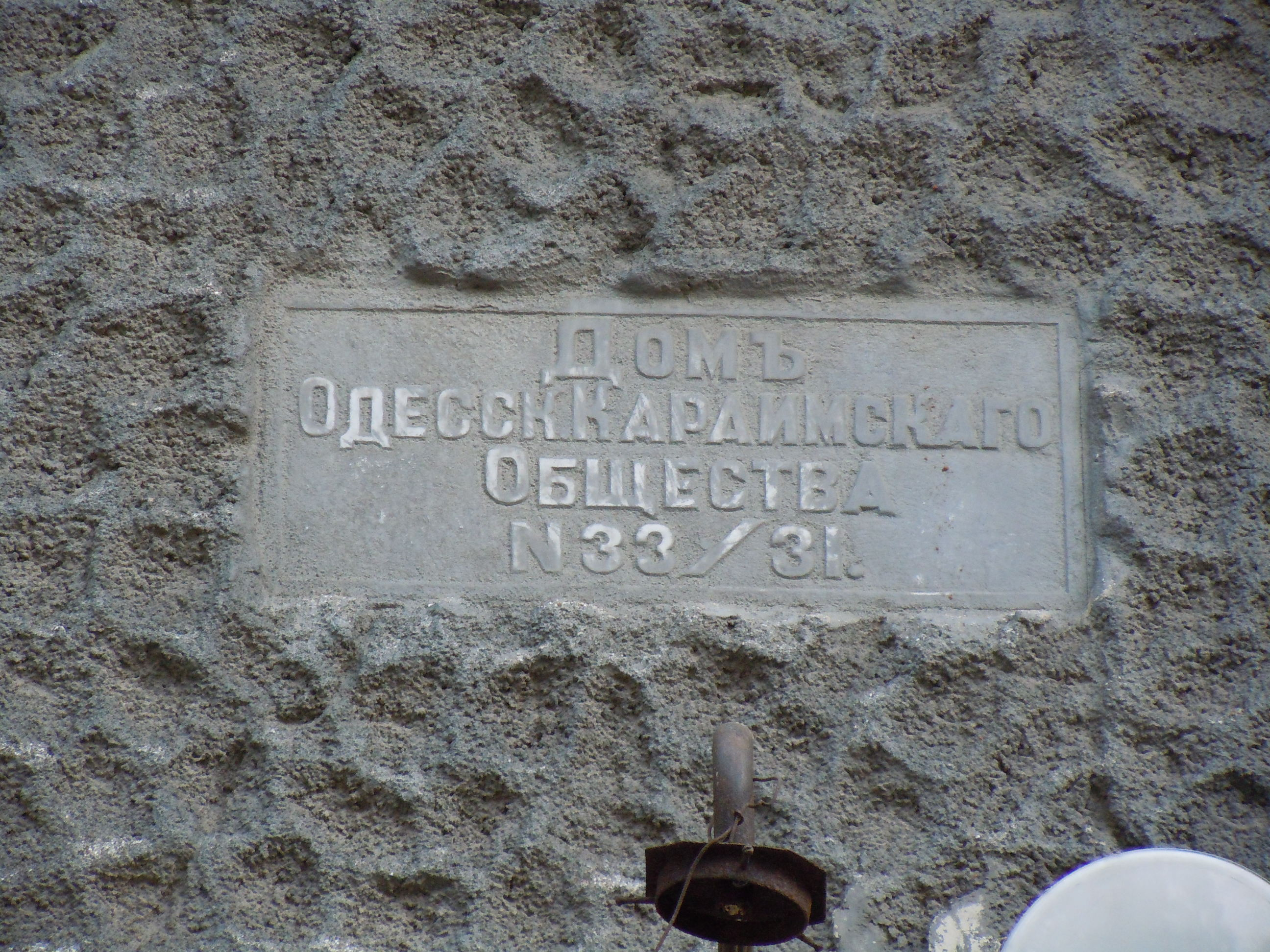
Табличка на доме караимского общества
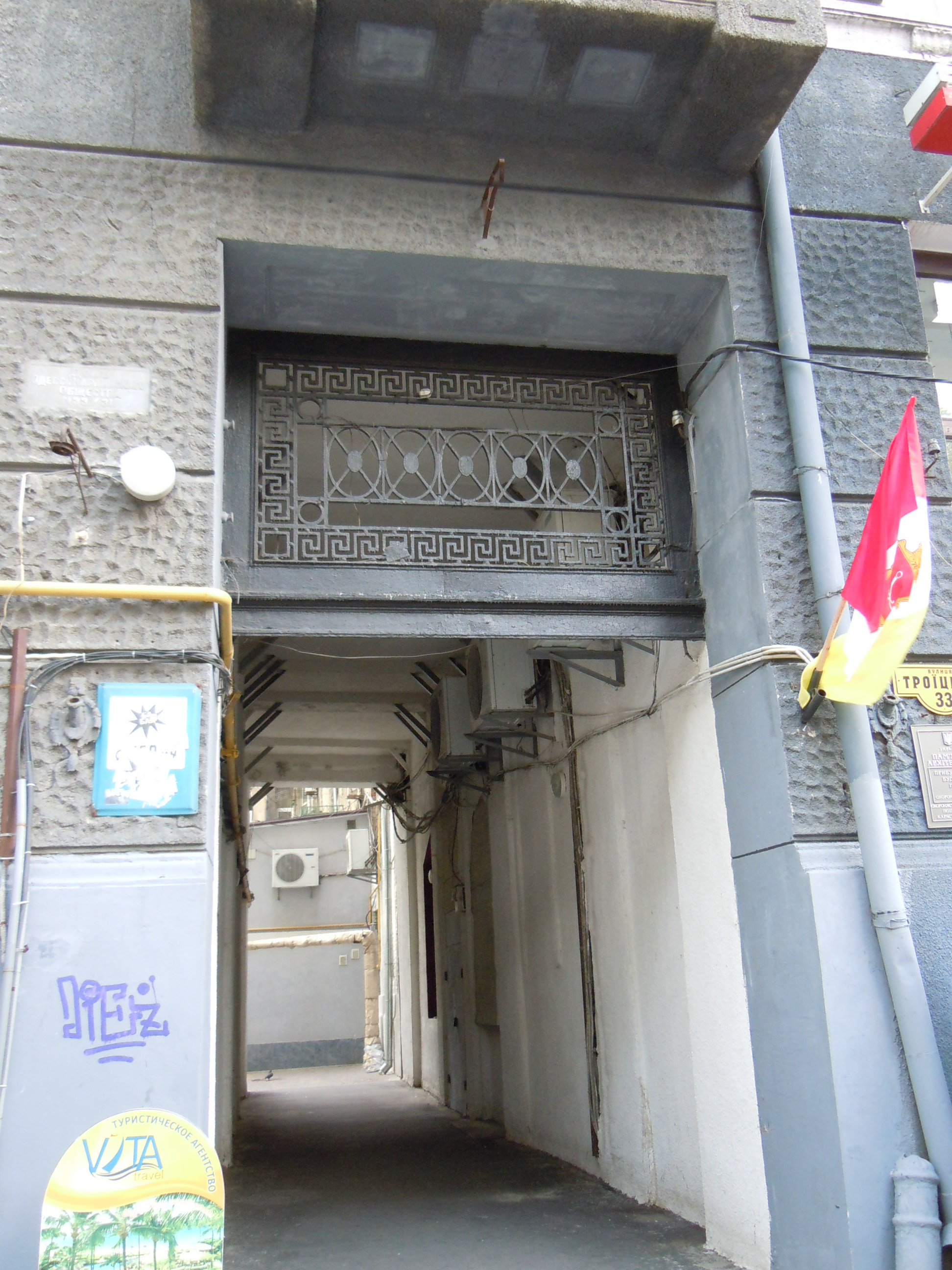
Ворота дома караимского общества